# Osetnica (Gościnowo)
Osetnica (niem. Eichführ) – dawna osada, później przysiółek wsi Gościnowo położonej w gminie Skwierzyna w powiecie międzyrzeckim.
W 1718 roku na terenie osady mieszkał młynarz z Gościnowa niejaki Eichfier. Sama wieś powstała pod koniec XVIII wieku jako kolonia olęderska. W latach 1898–1912 dobra są w posiadaniu rodziny von Storch – wzmiankowany Karl von Storch, urodzony w 1860 roku. W 1895 roku osadę zamieszkiwało 58 osób. Później majątek został własnością rodziny Woike (1929).
W roku 2008 dawny przysiółek Osetnica włączono do wsi Gościnowo.